# Frank Lebœuf
Frank Lebœuf (ur. 22 stycznia 1968 w Marsylii) – francuski piłkarz, reprezentant kraju, mistrz świata z 1998 i mistrz Europy z 2000 roku. Kawaler Legii Honorowej.

## Kariera klubowa
Początkowo zawodnik klubów francuskich. W tamtejszej ekstraklasie zadebiutował w sezonie 1988/1989 w barwach Stade Lavallois. W 1990 roku został piłkarzem Strasbourga. Przez następnych sześć lat był jego podstawowym graczem. W 1996 przeszedł do Chelsea. Po raz pierwszy w jej barwach zagrał 18 sierpnia w zremisowanym 0:0 spotkaniu z Southampton, natomiast pierwszego gola strzelił 24 sierpnia w wygranym 2:0 meczu z Coventry City.
Wraz z Chelsea dwukrotnie wywalczył puchar kraju (1997, 2000), raz zdobył Puchar Ligi Angielskiej (1998) oraz raz sięgnął po Tarczę Wspólnoty (2000). Ponadto w 1998 roku wywalczył Puchar Zdobywców Pucharów – w wygranym 1:0 finałowym meczu z niemieckim VfB Stuttgart zagrał przez pełne 90 minut. Również w 1998 zdobył Superpuchar Europy – w spotkaniu z Realem Madryt wystąpił w podstawowym składzie. Łącznie w barwach Chelsea rozegrał 204 mecze i strzelił 24 gole.
W 2001 roku został zawodnikiem Olympique Marsylia, w którym regularnie występował przez następne dwa lata. Później był piłkarzem Al-Sadd, z którym w 2004 został mistrzem Kataru. Karierę piłkarską zakończył w Al Wakrah w 2005 roku.

## Kariera reprezentacyjna
W reprezentacji Francji zadebiutował 22 lipca 1995 w towarzyskim meczu z Norwegią, w którym w drugiej połowie zmienił Paula Le Guena. Swoje pierwsze gole strzelił 6 września w spotkaniu z Azerbejdżanem – zdobył dwie bramki, przyczyniając się do zwycięstwa 2:0. W 1996 roku został powołany na mistrzostwa Europy w Anglii. Francuzi dotarli w nich do półfinału, a Lebœuf był rezerwowym – nie zagrał w żadnym pojedynku.
W 1998 roku uczestniczył w mistrzostwach świata we Francji – zagrał w trzech meczach: grupowym z Danią, półfinałowym z Chorwacją oraz wygranym 3:0 finale z Brazylią (pełne 90 minut). W 2000 roku wraz z reprezentacją wystąpił w mistrzostwach Europy w Belgii i Holandii. W turnieju tym był rezerwowym, zagrał w jednym meczu – grupowym z Holandią, zaś Francuzi wywalczyli tytuł mistrzów kontynentu.
W 2001 roku wziął udział w Pucharze Konfederacji – wystąpił w trzech meczach, m.in. w wygranym 1:0 spotkaniu finałowym z Japonią. Rok później zagrał w dwóch pojedynkach mistrzostw świata w Korei i Japonii, zaś Francuzi nie wywalczyli awansu do fazy pucharowej. Mecz z Urugwajem podczas azjatyckiego turnieju był jego ostatnim występem w barwach narodowych.

## Filmografia
- 2001: Sztuka wyboru[13]